# Pascal Grünwald
Pour les articles homonymes, voir Grunwald.
Pascal Grünwald est un footballeur international autrichien, né le 13 novembre 1982 à Innsbruck (Autriche). Il occupe le poste de gardien de but.

## Biographie

### International
Le 6 septembre 2011, il reçoit sa première sélection en équipe d'Autriche, lors du match Autriche - Turquie au Stade Ernst Happel (0-0).

## Statistiques

### En club
| Saison  | Club               | Pays     | Division     | Championnat | Championnat | Coupes d’Europe | Coupes d’Europe |
| Saison  | Club               | Pays     | Division     | Matchs      | Buts        | Matchs          | Buts            |
| ------- | ------------------ | -------- | ------------ | ----------- | ----------- | --------------- | --------------- |
| 2000-01 | WSG Wattens        | Autriche | Erste Liga   | 10          | 0           | 0               | 0               |
| 2001-02 | WSG Wattens        | Autriche | Regionalliga | 10          | 0           | 0               | 0               |
| 2002-03 | Wacker Innsbruck   | Autriche | Regionalliga | 18          | 0           | 0               | 0               |
| 2003-04 | Austria Salzbourg  | Autriche | 1.Bundesliga | 2           | 0           | 0               | 0               |
| 2004-05 | Austria Salzbourg  | Autriche | 1.Bundesliga | 7           | 0           | 0               | 0               |
| 2005-06 | Red Bull Salzbourg | Autriche | 1.Bundesliga | 1           | 0           | 0               | 0               |
| 2006-07 | SV Pasching        | Autriche | 1.Bundesliga | 0           | 0           | 0               | 0               |
| 2007-08 | Wacker Innsbruck   | Autriche | 1.Bundesliga | 10          | 0           | 0               | 0               |
| 2008-09 | Wacker Innsbruck   | Autriche | Erste Liga   | 30          | 0           | 0               | 0               |
| 2009-10 | Wacker Innsbruck   | Autriche | Erste Liga   | 30          | 0           | 0               | 0               |
| 2010-11 | Wacker Innsbruck   | Autriche | 1.Bundesliga | 28          | 0           | 0               | 0               |
| 2011-12 | Austria Vienne     | Autriche | 1.Bundesliga | 11          | 0           | 8               | 0               |
| Total   | Total              | Autriche | Bundesliga   | 59          | 0           | 8               | 0               |
| Total   | Total              | Autriche | Erste Liga   | 70          | 0           | 0               | 0               |
| Total   | Total              | Autriche | Regionalliga | 28          | 0           | 0               | 0               |

### En sélection nationale
| Sélection  | Année | Matchs | Buts |
| ---------- | ----- | ------ | ---- |
| Autriche A | 2011  | 3      | 0    |
| Total      | Total | 3      | 0    |